# Räven och Tomten
Räven och Tomten (bokmål: Reven og Nissen) är en norsk animerad kortfilm från 2019 i regi av Are Austnes och Yaprak Morali. Filmen är gjord i en kombination av modellbyggda miljöer och animation och är producerad av norska Qvisten Animation. Filmen bygger på boken Räven och tomten (2017) av Astrid Lindgren, som i sin tur är hennes tolkning Karl-Erik Forsslunds dikt med samma namn.
Filmen hade norsk premiär den 23 december 2019 och i Sverige den 24 december 2019. Ledmotivet i Räven och Tomten komponerades av Joakim Berg och framförs av Peter Jöback och Moonica Mac. Bakgrundsmusiken är komponerad av Gaute Storaas.

## Handling
Filmen utspelar sig en julkväll på en bondgård. En hungrig räv smyger sig fram för att försöka fånga sig en höna, men blir upptäckt av gårdens tomte.

## Medverkande
| Roll   | Originalröst   | Svensk röst           | Svensk röst   |
| ------ | -------------- | --------------------- | ------------- |
| Tomten | Dennis Storhøi | Carl-Kristian Rundman | Claes Månsson |

## Utmärkelser
Filmen vann Young Audience Award på Annecys internationella festival för animerad film 2020.